# Phillip Adams (fútbol americano)
Phillip Adams (Rock Hill, 20 de julio de 1988-Ibidem., 8 de abril de 2021) fue un jugador estadounidense de fútbol americano que ocupó la posición de cornerback en la NFL desde el año 2010 hasta su retiro en 2015.

## Carrera deportiva
Jugó fútbol americano universitario con los South Carolina State Bulldogs, siendo reclutado por los San Francisco 49ers en el Draft de la NFL de 2010. 
No tuvo una carrera estable luego de pasar a jugar una temporada en los New England Patriots y más tarde a los Seattle Seahawks.
Más tarde jugaría dos temporadas con los Oakland Raiders hasta ser liberado en 2013. Al año siguiente pasa al equipo de práctica de los Seattle Seahawks pasando ese mismo año a los New York Jets, y su último equipo fue los Atlanta Falcons en 2015.

## Asesinatos y suicidio
El 8 de abril de 2021, Adams disparó y mató a seis personas, y a continuación se suicidó durante un enfrentamiento con la policía en Rock Hill, Carolina del Sur.